# Красноусовское сельское поселение
Красноусовское се́льское поселе́ние — муниципальное образование в Тюкалинском районе Омской области Российской Федерации.
Административный центр — село Красноусово.

## История
Статус и границы сельского поселения установлены Законом Омской области от 30 июля 2004 года № 548-ОЗ «О границах и статусе муниципальных образований Омской области».

## Население
| 2010 | 2011  | 2012  | 2013  | 2014  | 2015  | 2016 |
| ---- | ----- | ----- | ----- | ----- | ----- | ---- |
| 1042 | ↘1039 | ↘1012 | ↗1025 | ↗1027 | ↗1029 | ↘998 |
| 2017 | 2018  | 2019  | 2020  | 2021  | 2023  |      |
| ↘976 | ↘960  | ↘936  | ↘912  | ↘734  | ↘719  |      |

## Состав сельского поселения
| № | Населённый пункт | Тип населённого пункта       | Население |
| - | ---------------- | ---------------------------- | --------- |
| 1 | Вторая Пятилетка | деревня                      | 255       |
| 2 | Климино          | деревня                      | ↘138      |
| 3 | Красноусово      | село, административный центр | ↗581      |
| 4 | Петровка         | деревня                      | ↘22       |
| 5 | Федосеевка       | деревня                      | ↘46       |